# Estaña
Estaña (Estanya en catalán ribagorzano), es una localidad española perteneciente al municipio de Benabarre, en la Ribagorza, provincia de Huesca, Aragón. Estaña se encuentra a 9 kilómetros de Benabarre, en cambio, solo a 4 kilómetros del municipio de Estopiñán. Para llegar a Estaña hay que coger el desvío de la N-230 en dirección al aeródromo de Benabarre y luego continuar por una carretera con única dirección hacia la localidad.

## Toponimia
El topónimo se origina del latín STAGNA plural de STAGNUM que significa estanque, se debe a la presencia de tres lagunas de origen kárstico muy cercanas a la población. El topónimo acabó derivando en Estaña o Estanya, muy parecido a estanque en catalán: estany. A las tres lagunas se les llama localmente estany de dalt, estany gran de baix y estany petit.

## Geografía
El pueblo se encuentra en lo alto de un tozal, separado a medio kilómetro de tres lagunas consideradas como zona especial de conservación, siendo el lugar más reconocido de la zona. En los estanys se han hecho muchas investigaciones en los últimos años con el objetivo de descubrir la evolución geológica, vegetal y climática de la zona. Este espacio natural también atrae mucha fauna formando un ecosistema muy variado.
Las lagunas se encuentran en un poljé. Se originaron hace 20.000 años por las depresiones del terreno que había, el agua iba a parar a las dolinas donde disolvía la roca y formaba cavidades que a la vez se rellenaban con sedimentos superiores, dejando canales subterráneos.
El poljé es conocido localmente como Lo Cllot que significa lugar cerrado, se trata de un lugar hundido por todas partes situado al lado de las lagunas donde en época de lluvia el agua se acumula en la zona más baja y escapa por un sumidero natural que sale en la Font de les Olles, otro poljé cercano a la ermita de San Esteban.

### Urbanismo
Estaña cuenta con 10 casas: Ca Sorigué, Casa Ribera, Ca de Pupill, Ca l’Anton, Ca de Cabalé, Ca de Llorens, Ca de Martí, Ca de Peri, Ca de Portomèu y Ca Tarrers. Todas ellas se encuentran en un núcleo formado a partir de la iglesia de San Román, el pueblo cuenta con una calle única y una plaza rodeada por varias casas.

## Historia
Estaña fue conquistado por Arnau Mir de Tost a mediados del siglo xi. Probablemente, ya contaba con un castillo,en el 1059 este fue dotado a la colegiata de San Pedro de Ager.
Aparece en el Madoz donde se menciona que tiene 9 casas y que hay un edificio al que llaman "el Castell",con 48 almas y 7 vecinos. Este edificio mencionado en el Madoz debió ser lo que aún quedaba del castillo, los pocos vestigios restantes quedaron borrados por la construcción de un depósito de agua.

## Demografía

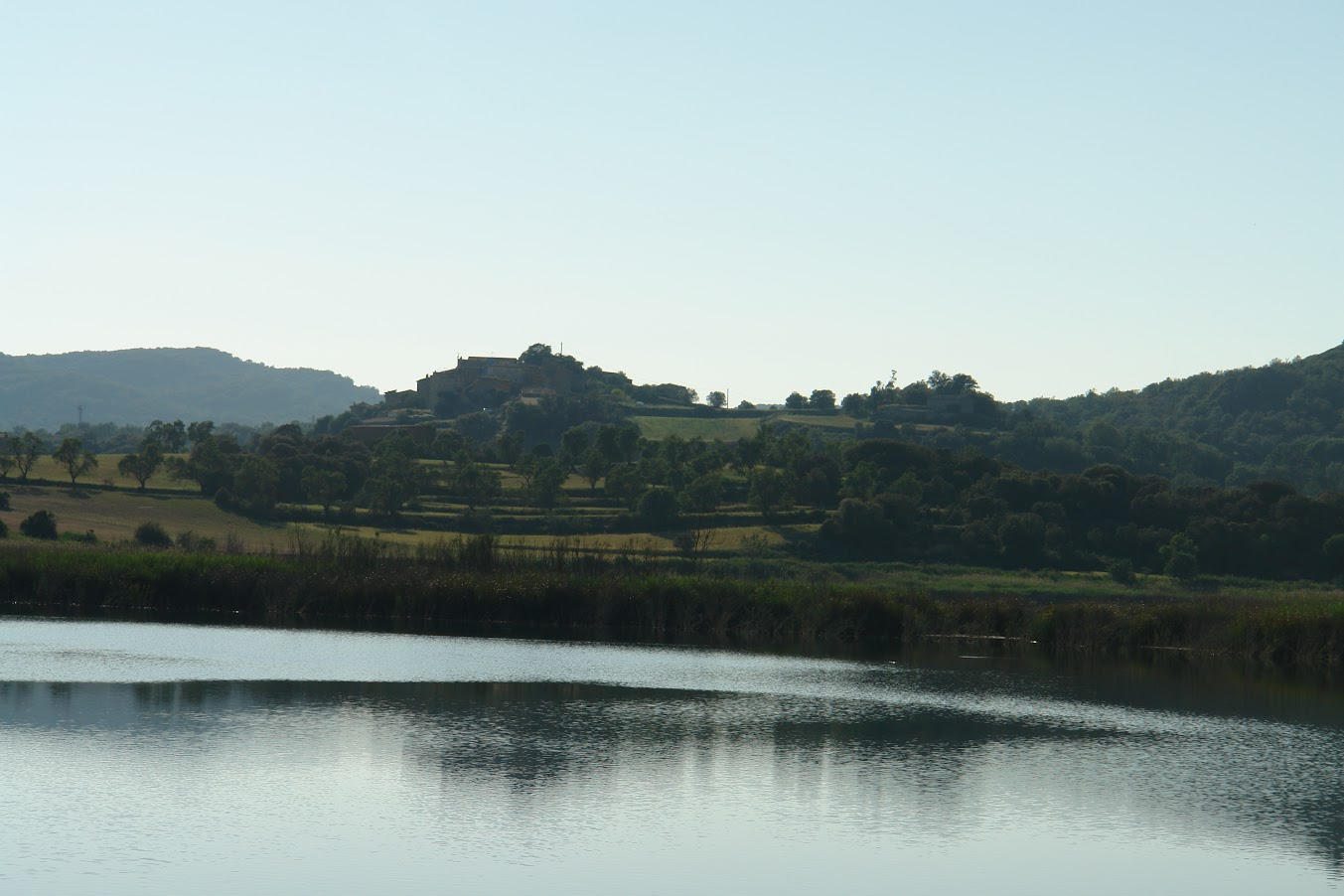
Estaña visto desde los estanys.

| Gráfica de evolución demográfica de Vallirana entre 2000 y 2022 |
|                                                                 |
| Población a 1 de enero según el padrón municipal del INE.       |

## Patrimonio

### Lagunas de Estaña
Las lagunas o estanys de Estaña son unas formaciones kársticas con depresiones circulares en el terreno donde se acumula el agua. Son tres lagunas llamadas: estany de dalt, estany gran de baix y estany petit.

### Iglesia Parroquial de San Román
Iglesia parroquial de San Román, renacentista con abundantes modificaciones posteriores.

### Mare de Déu dels Terrers
Construcción del siglo xii, remodelada casi por completo en el siglo xv por lo que es de estilo gótico tardío. El 15 de agosto se hacía romería en la ermita donde se repartían víveres y limosna a los pobres.

### Ermita de San Esteban de Cabestany
Ermita de estilo popular, del siglo xii. De nave única y planta rectangular con cabecera semicircular. Está realizada en sillarejo, aunque algunas partes superiores con mampostería, posiblemente por una restauración. Fue la iglesia del despoblado medieval de Cabestany.

## Rutas
Las siguientes rutas de senderismo pasan por la localidad:
- PR-HU 45